# Toxocarpus fuscus
Toxocarpus fuscus är en oleanderväxtart som beskrevs av Ying Tsiang. Toxocarpus fuscus ingår i släktet Toxocarpus och familjen oleanderväxter. Inga underarter finns listade i Catalogue of Life.